# Дорково (Болгария)
Дорково (болг. Дорково) — село в Болгарии. Находится в Пазарджикской области, входит в общину Ракитово. Население составляет 2871 человек.
К северо-западу от села расположена средневековая крепость Цепина.

## Политическая ситуация
В местном кметстве Дорково, в состав которого входит Дорково, должность кмета (старосты) исполняет Николай Иванов Ковачев (Болгарская социалистическая партия (БСП)) по результатам выборов.
Кмет (мэр) общины Ракитово — Ангел Димитров Говедарски (независимый) по результатам выборов.